# Todo sobre mi madre
Todo sobre mi madre es una película de comedia dramática española estrenada en 1999, escrita, dirigida por Pedro Almodóvar y coproducida por Almodóvar y su hermano Agustín Almodóvar. Estuvo protagonizada por Cecilia Roth y también contó con las participaciones de un elenco femenino conformado por Candela Peña, Antonia San Juan, Penélope Cruz, Marisa Paredes y Rosa María Sardà.
La trama se origina en la película anterior de Almodóvar La flor de mi secreto (1995), que muestra a los estudiantes de medicina capacitados para persuadir a los familiares en duelo para que permitan el uso de órganos para trasplantes, centrándose en la madre de un adolescente muerto en un accidente de tráfico. Todo Sobre Mi Madre trata temas complejos como el SIDA, la identidad de género, la homosexualidad, la fe, la maternidad y el existencialismo.
La película fue un éxito comercial –recaudó 67,8 millones frente a un presupuesto de 4,9 millones–, obtuvo amplia aclamación de la crítica a nivel internacional, y le valió a España el Oscar Al Mejor Película Internacional, el Globo De Oro A La Mejor Película En Lengua Extranjera y los Premios BAFTA a la Mejor Película De Habla No Inglesa y Mejor Dirección. La película también ganó seis Premios Goya, incluyendo Mejor Película, Mejor Director y Mejor Actriz (Roth). Cecilia Roth también ganó en la categoría de Mejor Actriz en los Premios Del Cine Europeo. La película está considerada una de las mejores películas de 1999, de los años 90, y uno de los mejores largometrajes españoles del siglo XX.

## Sinopsis
La película gira en torno a Manuela, una enfermera argentina que supervisa los trasplantes de órganos de donantes en el Hospital Ramón y Cajal de Madrid. También es madre soltera de Esteban, un adolescente que aspira a convertirse en escritor.
En su cumpleaños número 17, Esteban es atropellado por un automóvil y muere mientras perseguía a la actriz Huma Rojo por su autógrafo después de una actuación de Un tranvía llamado deseo, donde Rojo interpreta al personaje de Blanche DuBois. Manuela acuerda con sus compañeros de trabajo que el corazón de su hijo sea trasplantado a un hombre que vive en La Coruña. Tras seguir el corazón de su hijo hasta su nuevo destinatario, Manuela renuncia a su trabajo y viaja a Barcelona en busca del padre de su hijo, Lola, una mujer transgénero a quien Manuela le había ocultado en secreto a Esteban, al igual que nunca le había contado a Lola sobre su hijo.

## Producción y rodaje
La película se filmó principalmente en Barcelona, aunque algunas escenas se ruedan en Madrid. Por primera vez, Almodóvar abandonó la capital de España como escenario principal, para filmar en la ciudad catalana.

## Reparto
- Cecilia Roth como Manuela Coleman Echevarría
- Marisa Paredes como Huma Rojo, una renombrada actriz que interpreta a Blanche Dubois en Un tranvía llamado deseo.
- Antonia San Juan como Agrado, una trabajadora sexual transgénero y vieja amiga de Manuela.
- Penélope Cruz como Rosa, una joven monja.
- Candela Peña como Nina, una actriz que interpreta a Stella Kowalski en Un tranvía llamado deseo.
- Rosa María Sardà como madre de Rosa.
- Fernando Fernán Gómez como padre de Rosa.
- Toni Cantó como Lola, una trabajadora sexual transgénero y padre de Esteban.
- Eloy Azorín como Esteban, hijo de Manuela.
- Carlos Lozano como Mario, un actor que interpreta a Stanley Kowalski en Un tranvía llamado deseo.
- Cayetana Guillén Cuervo como Dra. Mamen.
- Fito Páez realiza un cameo

## Banda sonora
La importancia de la música y su conexión con la narrativa visual se confirma por el hecho de que la banda sonora está presente a partir del comienzo mismo de la película. Está distribuida por Universal Latino, está a cargo del compositor Alberto Iglesias, colaborador habitual en las películas de Pedro Almodóvar. Se pueden diferenciar dos estilos musicales predominantes: el jazz y el vals.
Estas son las canciones, por orden de aparición en la película:
| Títulos                                   |
| ----------------------------------------- |
| 1. Soy Manuela                            |
| 2. No me gusta que escribas sobre mí      |
| 3. All about Eve                          |
| 4. Gorrión                                |
| 5. Le faltaba la mitad                    |
| 6. La mecánica del trasplante             |
| 7. Tras el corazón de mi hijo             |
| 8. Tajabone                               |
| 9. Todo sobre mi madre                    |
| 10. Igualita que Eva Harrington           |
| 11. Dedicatoria                           |
| 12. ¿Qué edad tiene usted?                |
| 13. Coral para mi pequeño y lejano pueblo |
| 14. Ensayo de un teatro desocupado        |
| 15. Otra vez huyendo y sin despedirme     |

## Recepción

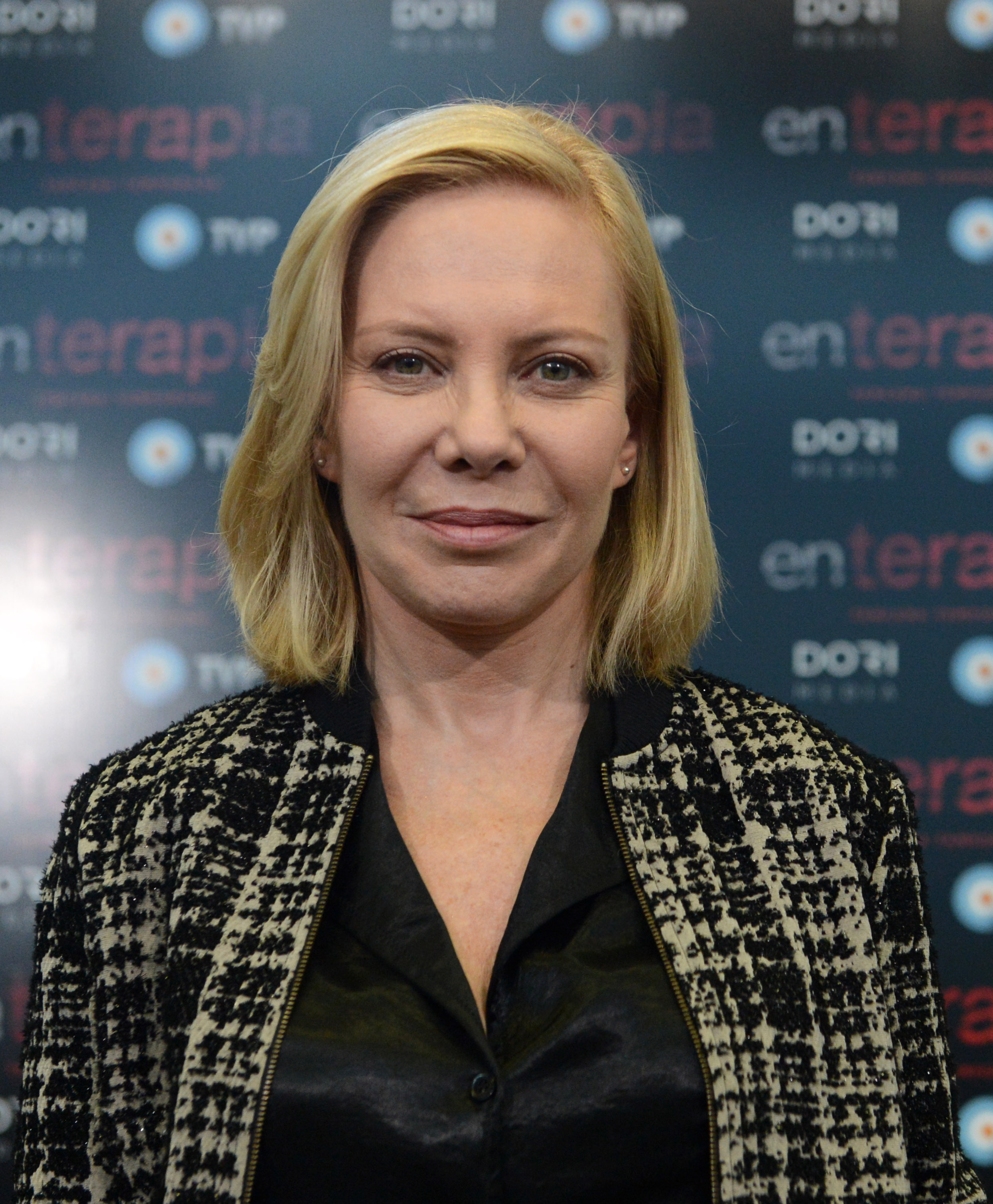
La actuación de Cecilia Roth fue ampliamente aclamada por la crítica y la valió el premio Goya a la mejor actriz.

En el agregador de reseñas Rotten Tomatoes, la película tiene un índice de aprobación del 98% basado en 95 reseñas, con una calificación promedio ponderada de 8,10/10. El consenso crítico del sitio web dice: "Almodóvar teje un magnífico tapiz de feminidad con un guiño afectuoso a los clásicos del teatro y el cine en esta conmovedora historia de amor, pérdida y compasión". En Metacritic, la película tiene una puntuación promedio ponderada de 87 sobre 100, basado en 34 críticos, lo que indica "aclamación universal". En 2018, la película ocupó el puesto 32 en la lista de la BBC de las 100 mejores películas en lengua extranjera. El British Film Institute clasificó la película en el puesto 69 en su lista de "90 grandes películas de la década de 1990".
Janet Maslin de The New York Times la calificó como "la mejor película con diferencia" de Almodóvar, y señaló que "presenta este melodrama femenino con una empatía que recuerda a la de George Cukor y una intensidad deslumbrante para superar a Sirk Douglas Sirk". Y añadió: "Es el momento de cruce en la carrera de un narrador nato de cuatro pañuelos de estatura cada vez mayor. Cuidado, Hollywood, ahí viene".
Roger Ebert, del Chicago Sun-Times, observó: "No sabes dónde situarte mientras miras una película como Todo sobre mi madre, y eso es parte del atractivo: ¿te lo tomas en serio, como lo hacen los personajes?". ¿O te fijas en los colores brillantes y la llamativa decoración artística, los alegres homenajes a Tennessee Williams y Todo Sobre Eva, y lo ves como una parodia?... Las primeras películas de Almodóvar a veces parecían manipular a los personajes como un ejercicio. La trama se detiene en su afán por utilizar coincidencias, sorpresas y melodrama. Pero los personajes tienen peso y realidad, como si Almodóvar finalmente se hubiera apiadado de ellos, hubiera visto que aunque sus situaciones puedan parecer ridículas, son lo suficientemente reales como para doler.
Bob Graham del San Francisco Chronicle dijo: "Nadie más hace películas como este director español" y añadió: "En otras manos, estos personajes podrían ser candidatos a confesiones –y peleas– en The Jerry Springer Show, pero aquí se tratan con la mayor simpatía. Ninguno de estos acontecimientos se presenta como sórdido o cutre. La presentación es tan brillante, brillante y seductora como una revista de moda... El tono de Todo sobre mi madre tiene las emociones del corazón en la manga. de telenovela, pero es completamente sincera y nada camp".
Wesley Morris, del San Francisco Examiner, calificó la película como "un tributo románticamente laberíntico que acumula capas de agradecimientos intertextuales a Eva al desnudo, Tennessee Williams, Truman Capote, Federico García Lorca y Alfred Hitchcock, y evalúa maravillosamente la naturaleza de las fachadas". "... Almodóvar imbuye sus melodramas de novela de Arlequín y cómic de Marvel con algo más que un guiño y una sonrisa, y es seductor. Su expresionismo y su escritura de guiones siempre se han divertido juntos, pero ahora hay una especie de de fe y espiritualidad de la que aventuras sexuales como La Ley Del Deseo y Kika solo se rieron... contiene una serie de novedades superlativas: un puñado de las únicas escenas verdaderamente conmovedoras que ha filmado, los diálogos más magníficos que ha compuesto, sus actuaciones más dimensionales de sus personajes más dimensionales y quizás su fotografía más dinámica y su diseño de producción más elaborado".
Jonathan Holland de Variety calificó la película como "emocionalmente satisfactoria y brillantemente interpretada" y comentó: "El tono emocional es predominantemente oscuro y confrontativo... Pero gracias a un guion genuinamente ingenioso y con un ritmo dulce, la película no se vuelve deprimente cuando se centra en la resistencia estoica y el buen humor de los personajes".

## Palmarés
XIV edición de los Premios Goya
| Categoría                     | Persona                                          | Resultado |
| ----------------------------- | ------------------------------------------------ | --------- |
| Mejor película                | Mejor película                                   | Ganadora  |
| Mejor director                | Pedro Almodóvar                                  | Ganador   |
| Mejor actriz protagonista     | Cecilia Roth                                     | Ganadora  |
| Mejor actriz de reparto       | Candela Peña                                     | Nominada  |
| Mejor actriz revelación       | Antonia San Juan                                 | Nominada  |
| Mejor dirección de producción | Esther García                                    | Ganadora  |
| Mejor dirección artística     | Antxón Gómez                                     | Ganador   |
| Mejor guion original          | Pedro Almodóvar                                  | Nominado  |
| Mejor montaje                 | José Salcedo                                     | Ganador   |
| Mejor fotografía              | Affonso Beato                                    | Nominado  |
| Mejor música original         | Alberto Iglesias                                 | Ganador   |
| Mejor sonido                  | Miguel Rejas José Antonio Bermúdez Diego Garrido | Ganadores |
| Mejor diseño de vestuario     | Sabine Daigeler José María De Cossío             | Nominados |
| Mejor maquillaje y peluquería | Juan Pedro Hernández Jean Jacques Pichu          | Nominados |

72.ª edición de los Premios Oscar de la Academia de Cine de Hollywood - 2000
| Categoría                 | Nominada                  | Resultado |
| ------------------------- | ------------------------- | --------- |
| Mejor Película Extranjera | Mejor Película Extranjera | Ganadora  |

Premios BAFTA - 1999
| Categoría                          | Nominada                           | Resultado |
| ---------------------------------- | ---------------------------------- | --------- |
| Mejor Película de Habla No Inglesa | Mejor Película de Habla No Inglesa | Ganadora  |
| Mejor director                     | Pedro Almodóvar                    | Ganador   |
| Mejor guion original               | Pedro Almodóvar                    | Nominado  |

Premios César - 2000
| Categoría                 | Nominada                  | Resultado |
| ------------------------- | ------------------------- | --------- |
| Mejor Película Extranjera | Mejor Película Extranjera | Ganadora  |

Premios David di Donatello - 2000
| Categoría                 | Nominada                  | Resultado |
| ------------------------- | ------------------------- | --------- |
| Mejor Película Extranjera | Mejor Película Extranjera | Ganadora  |

Festival Internacional de Cine de Cannes - 1999
| Categoría                   | Nominada                    | Resultado |
| --------------------------- | --------------------------- | --------- |
| Premio del Jurado Ecuménico | Premio del Jurado Ecuménico | Ganador   |
| Mejor director              | Pedro Almodóvar             | Ganador   |

Globos de Oro - 1999
| Categoría                           | Nominada                            | Resultado |
| ----------------------------------- | ----------------------------------- | --------- |
| Mejor Película en lengua no inglesa | Mejor Película en lengua no inglesa | Ganadora  |

National Board of Review - 2000
| Categoría                 | Nominada                  | Resultado |
| ------------------------- | ------------------------- | --------- |
| Mejor Película Extranjera | Mejor Película Extranjera | Ganadora  |

Festival Internacional de Cine de San Sebastián - 1999
| Categoría                        | Nominada                         | Resultado |
| -------------------------------- | -------------------------------- | --------- |
| Premio FIPRESCI Película del Año | Premio FIPRESCI Película del Año | Ganadora  |

Satellite Awards - 2000
| Categoría                 | Nominada                  | Resultado |
| ------------------------- | ------------------------- | --------- |
| Mejor Película Extranjera | Mejor Película Extranjera | Ganadora  |
| Mejor Actriz              | Cecilia Roth              | Nominada  |
| Mejor Actriz Secundaria   | Marisa Paredes            | Nominada  |

Premios del cine europeo - 1999
| Categoría                                            | Nominada               | Resultado |
| ---------------------------------------------------- | ---------------------- | --------- |
| Mejor Película Europea                               | Mejor Película Europea | Ganadora  |
| Premio Jameson del público al mejor director europeo | Pedro Almodóvar        | Ganador   |
| Mejor actriz europea                                 | Cecilia Roth           | Ganadora  |

Asociación de Cronistas de Espectáculos de Nueva York - 1999
| Categoría               | Nominada              | Resultado |
| ----------------------- | --------------------- | --------- |
| Mejor Película          | Mejor Película        | Ganadora  |
| Mejor Actriz            | Cecilia Roth          | Ganadora  |
| Mejor Actriz de reparto | Marisa Paredes        | Ganadora  |
| Mejor Actor de reparto  | Fernando Fernán Gómez | Ganador   |

55.ª edición de las Medallas del Círculo de Escritores Cinematográficos
| Categoría               | Nominada         | Resultado |
| ----------------------- | ---------------- | --------- |
| Mejor Película          | Mejor Película   | Nominada  |
| Mejor Director          | Pedro Almodóvar  | Nominado  |
| Mejor Actriz secundaria | Antonia San Juan | Nominada  |
| Mejor Fotografía        | Affonso Beato    | Nominado  |
| Mejor Montaje           | José Salcedo     | Ganador   |
| Mejor Música Original   | Alberto Iglesias | Nominado  |

Premios de la Unión de actores - 2000
| Categoría                         | Nominada         | Resultado |
| --------------------------------- | ---------------- | --------- |
| Mejor Actriz Protagonista de cine | Cecilia Roth     | Nominada  |
| Mejor Actriz Secundaria de cine   | Antonia San Juan | Ganadora  |
| Mejor Actriz de Reparto de cine   | Rosa María Sardá | Nominada  |
| Mejor Actriz de Reparto de cine   | Candela Peña     | Nominada  |

Premios del Cine Alemán - 2000
| Categoría                 | Nominada                  | Resultado |
| ------------------------- | ------------------------- | --------- |
| Mejor Película Extranjera | Mejor Película Extranjera | Ganadora  |

Premio Guldbagge - 2000
| Categoría                 | Nominada                  | Resultado |
| ------------------------- | ------------------------- | --------- |
| Mejor Película Extranjera | Mejor Película Extranjera | Ganadora  |

Fotogramas de Plata - 2000
| Categoría            | Nominada              | Resultado |
| -------------------- | --------------------- | --------- |
| Mejor Actriz de cine | Cecilia Roth          | Ganadora  |
| Mejor Actor de cine  | Fernando Fernán Gómez | Nominado  |

Premios del Cine Independiente Británico - 1999
| Categoría                 | Nominada                  | Resultado |
| ------------------------- | ------------------------- | --------- |
| Mejor Película Extranjera | Mejor Película Extranjera | Ganadora  |

Premios Ondas - 1999
| Categoría               | Nominada                | Resultado |
| ----------------------- | ----------------------- | --------- |
| Mejor Película Española | Mejor Película Española | Ganadora  |

Asociación de Críticos de Cine de Los Ángeles - 1999
| Categoría                 | Nominada                  | Resultado |
| ------------------------- | ------------------------- | --------- |
| Mejor Película Extranjera | Mejor Película Extranjera | Ganadora  |

Otros premios
| Premios                                        | Categoría                          | Resultado |
| ---------------------------------------------- | ---------------------------------- | --------- |
| Círculo de Críticos de Cine de Nueva York      | Mejor película de habla no inglesa | Ganadora  |
| Asociación de Críticos de Brasil               | Mejor película                     | Ganadora  |
| L'Academie des Lumières                        | Mejor película extranjera          | Ganadora  |
| Festival Internacional de Cine de Palm Springs | Mejor película del año             | Ganadora  |
| Asociación de Críticos de Cine de Boston       | Mejor película                     | Ganadora  |

## Reparto
| Intérprete              | Personaje                            |
| ----------------------- | ------------------------------------ |
| Cecilia Roth            | Manuela                              |
| Marisa Paredes          | Huma Rojo                            |
| Candela Peña            | Nina                                 |
| Antonia San Juan        | Agrado                               |
| Penélope Cruz           | Hermana Rosa                         |
| Rosa Maria Sardà        | Madre de Rosa                        |
| Fernando Fernán Gómez   | Padre de Rosa                        |
| Fernando Guillén        | Doctor en 'Un tranvía llamado Deseo' |
| Toni Cantó              | Lola                                 |
| Carlos Lozano           | Mario                                |
| Eloy Azorín             | Esteban                              |
| Manuel Morón            | Doctor 1                             |
| José Luis Torrijo       | Doctor 2                             |
| Juan José Otegui        | Ginecólogo                           |
| Carmen Balagué          |                                      |
| Malena Gutiérrez        | Malena                               |
| Yael Barnatán           | Yael                                 |
| Carme Fortuny           | Carmen                               |
| Patxi Freytez           | Farmacéutico                         |
| Juan Márquez            |                                      |
| Michel Ruben            | Álex                                 |
| Daniel Lanchas          |                                      |
| Rosa Manaut             |                                      |
| Carlos García Cambero   | Destinatario del corazón             |
| Agustín Almodóvar       | Taxista                              |
| Paz Sufrategui          | Esposa del destinatario del corazón  |
| Lola García             |                                      |
| Esther García           |                                      |
| Inma Subirà             |                                      |
| Cayetana Guillén Cuervo | Mamen                                |
| Alexia Pardo            | Amiga de Agrado                      |
| Lluís Pasqual           | Director                             |
| Dolors Pozzan           | Doble de Verónica Forqué             |
| Fito Páez               | Espectador                           |